# Haus Zum Robenheimer
Das Haus Zum Robenheimer im Augustinergässchen 6 (auch Augustinergäßchen 6) ist ein Bauwerk in der Mainzer Altstadt.

## Geschichte und Beschreibung
Das Haus Zum Robenheimer ist der südliche Teil eines stattlichen Hofkomplexes.
Das Haus ist ein viergeschossiges gotisches Wohngebäude mit einem dreigeschossigen Fachwerkanbau.
Stilistisch gehört das Anwesen zur Gotik.
Das Gebäude besitzt über die beidseitige Anschlussbebauung herausragende Steilgiebel und spitzbogige Fenster.
In allen Geschossen wurden – wahrscheinlich im 18. Jahrhundert – große Rechteckfenster eingebrochen.
Das Haus, mit seiner stumpfwinklig eingeknickten Traufseite, ist ein sich zum Hof öffnender Putzbau.
Auf der einen Seite des Wohnhauses wurde – ein die Geschosshöhen nicht achtender – dreigeschossige Fachwerk-Anbau einfacher Machart angefügt.
Dieser Anbau wurde nachträglich verputzt.
Der mächtige, viergeschossige – aus Bruchsteinen und Ziegeln aufgemauerte – Putzbau ist in seinen gotischen Umfassungsmauern vollständig erhalten geblieben.
Im 18. Jahrhundert wurde das Gebäude im Inneren in einfacher Weise überarbeitet.
Das Haus wurde über einem hohen tonnengewölbten Keller errichtet.
Im sehr hohen Erdgeschoss und im ersten Obergeschoss wird es von der mittelalterlichen Geschossbalkenlage gedeckt.
Die zwischen starken Mauern gespannten Balkenlagen ruhen auf Konsolen und Streichbalken.
Diese Konstruktion wurde zuletzt um das Jahr 1400 in Mainz angewandt und ist heute von großer Seltenheit.
Vor nicht datierter Zeit brannte das Dach ab.

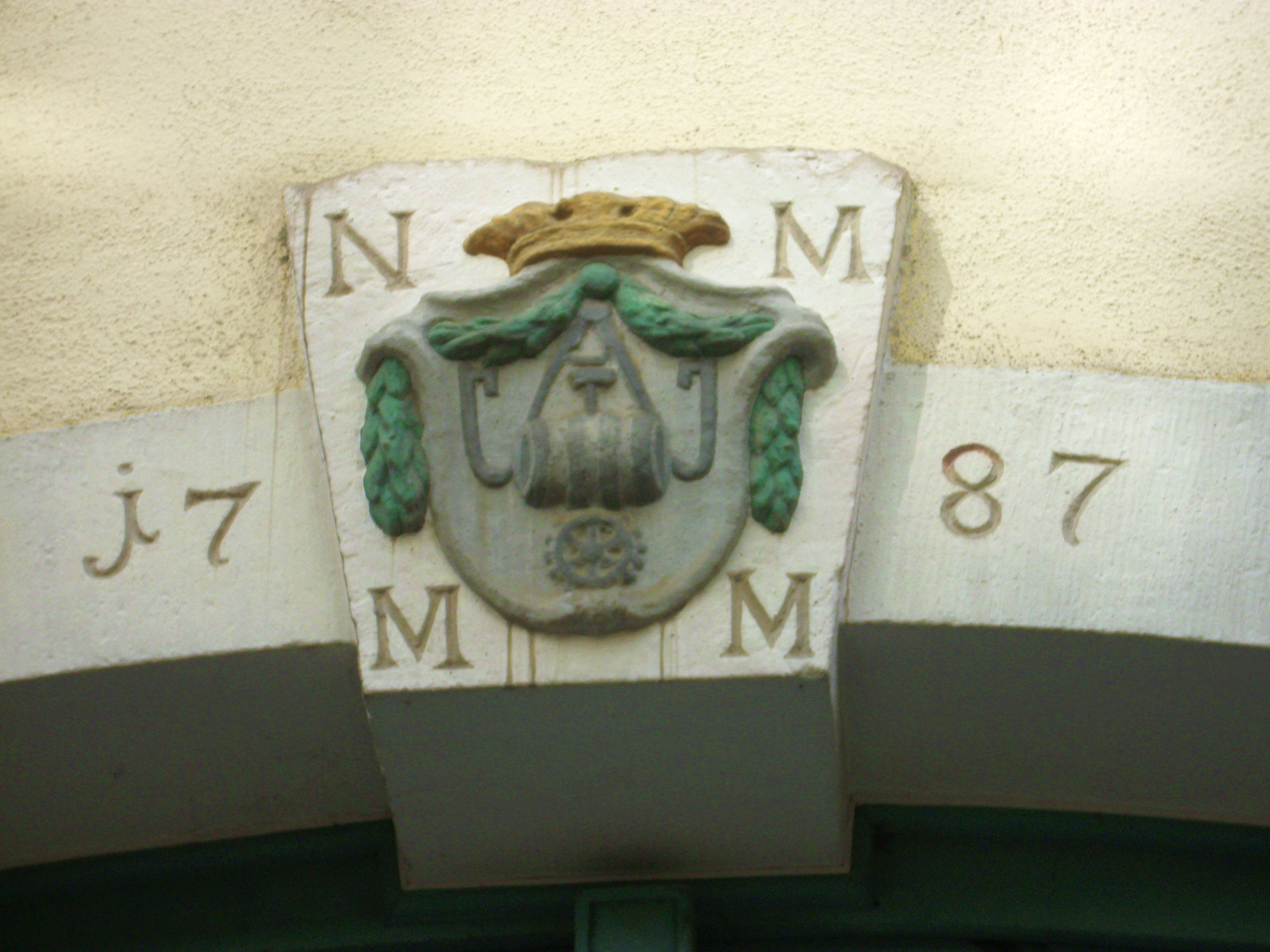
Hofanlage Augustinergäßchen 6 (2016)

## Denkmalschutz
Das Haus Zum Robenheimer steht aus architektonischen, baukünstlerischen und stadtgeschichtlichen Gründen unter Denkmalschutz.
Der hausgeschichtlich bedeutende Steinbau ist im großen Umfange erhalten.
Er zählt zu den ältesten und ganz wenigen erhalten gebliebenen gotischen Profanbauten in Mainz.